# Ода (съпруга на Арнулф Каринтийски)
Вижте пояснителната страница за други личности с името Ода.
Ода (Oda, Ota, Uta; * 873/874, вероятно във Фелден; † след 30 ноември 903, Фелден, Бавария) е съпруга на император Арнулф Каринтийски. Тя е херцогиня на Каринтия, кралица на Източнофранкското кралство и римско-германска императрица.

## Биография
Тя проилиза от рода Конрадини. Дъщеря е на Беренгар († 879), който е маркграф на Неустрия (861 – 865) и около 860 г. граф на Хесен. Вероятно е сестра или роднина на Конрад Стари († 27 февруари 906).
Ода се омъжва през 888 г. за херцог Арнулф Каринтийски от рода Каролинги, който през 887 г. е избран за източнофранкски крал. Тя има с него син Лудвиг Детето (* септември или октомври 893, Алтьотинг; † 20 или 24 септември 911, вероятно във Франкфурт на Майн), който става на 4 февруари 900 г., на шест години, крал на Източнофранкското кралство.
Ода помага на съпруга си в политиката. През 899 г. е съдена в Регенсбург за изневяра на болния си съпруг, но със 72 свидетели тя доказва, че това не е вярно. Това е вторият подобен процес в историята на Средновековието, след този на императрица Рихарда преди 12 години през 887 г.
След смъртта на съпруга ѝ тя отива в родината си. Погребана е до него в манастира Свети Емерам към Регенсбург.